# Opsigiás
Opsigiás (em grego: Οψιγιάς) é uma vila cretense da unidade regional de Retimno, no município de Amári, na unidade municipal de Sivrítos. Situada a 420 metros acima do nível do mar, próximo a ela estão as vilas de Monastirací e o Amári. Segundo censo de 2011, têm 31 habitantes.